# Viburnum carlesii
Espèce
Classification phylogénétique
La viorne de Carles (Viburnum carlesii) est un arbuste compact à feuilles caduques, très résistant au gel, pouvant atteindre une hauteur de 2 m et une envergure de 2 m, originaire de Corée et du Japon.
Il se rattache au genre des viornes, lui-même rattaché à la famille des Adoxacées, il était récemment encore rattaché à la famille des Caprifoliacées dans la classification classique de Cronquist (1981).
On connaît au moins deux cultivars :
- Viburnum carlesii 'Aurora'
- Viburnum carlesii 'Diana'